# Worek kości (miniserial)
Worek kości (ang. Bag of Bones) – amerykański miniserial grozy z 2011 roku. Adaptacja powieści Stephena Kinga o tym samym tytule.

## Opis fabuły[1]
Pisarz Michael Noonan, po śmierci żony boryka się z twórczą niemocą. W poszukiwaniu natchnienia postanawia się wybrać do starego domku letniskowego nad jeziorem. Jednak na miejscu nękają go nocami koszmary senne, w których widzi zmarłą żonę oraz ducha zamordowanej piosenkarki Sary Tidwell.

## Obsada
- Pierce Brosnan - Mike Noonan
- Annabeth Gish - Jo Noonan
- Melissa George - Mattie
- Anika Noni Rose - Sara Tidwell
- William Schallert - Max Devore
- Caitlin Carmichael - Kyra Devore
- David Sheftell - Max Devore (młody)
- Gary Levert - George Footman
- Jason Priestley - Marty
- Matt Frewer - Sid Noonan